# عدنان أحمد البار
عدنان أحمد البار هو أستاذ واستشاري طب الأسرة بكلية الطب بجامعة الملك عبدالعزيز وعضو في مجلس الشورى السعودي منذ أن تم تعيينه بأمر ملكي في 3 ربيع الأول، 1438هـ الموافق لـ2 ديسمبر 2016م. ولد في مكة المكرمة، بتاريخ 1/7/1377هـ، الموافق 21/1/1958 م. نشر د. عدنان البار أربعين بحثاً علمياً في مجال التخصص نُشر في المجلات العلمية التخصصية. توفي عدنان البار في يوم الأربعاء 27 نوفمبر، 2019م عن عمر يناهز 61 عامًا، إثر تعرضه لوعكة صحية.

## الحياة التعليمية
حاز عدنان البار على شهادة البكالوريوس في الطب والعلوم الطبية من جامعة الملك فيصل عام 1402هـ. وفي 1407هـ، انضم إلى زمالة طب الأسرة من جامعة الملك فيصل وهو أيضاً من ضمن الزمالة البريطانية في الصحة العامة من كلية أطباء الصحة العامة بالكلية الملكية للأطباء بالمملكة المتحدة.

## الحياة المهنية
- عضو مجلس الشورى اعتباراً من 3/3/1434هـ.
- أستاذ واستشاري طب الأسرة بكلية الطب بجامعة الملك عبد العزيز.[2]
- المشرف العام على كرسي محمد حسين العامودي لأخلاقيات الممارسة الطبية بجامعة الملك عبد العزيز.[2]
- عضو المجلس التنفيذي بالهيئة السعودية للتخصصات الصحية
- رئيس المجلس العلمي لطب الأسرة والمجتمع بالهيئة السعودية للتخصصات الصحية
- رئيس مجلس الإدارة بمستشفى الملك عبد العزيز بالطائف (1423-1425هـ)
- رئيس مجلس الإدارة بمستشفى الملك فهد بجدة (1422-1425هـ)
- رئيس مجلس الإدارة بمستشفى الملك عبد العزيز بجدة (1422-1425هـ)
- مدير عام الشؤون الصحية بمنطقة مكة المكرمة (1420-1425هـ)
- وكيل لكلية الطب بجامعة الملك فيصل للشؤون السريرية ومدير عام مستشفى الملك فهد الجامعي بالخبر ونائب عميد الكلية ( 1413 – 1418هـ)
- وكيل لكلية الطب بجامعة الملك فيصل للشؤون الاكادمية (1409 – 1412هـ)

## عضويات المجالس واللجان
- - رئيس اللجنة العلمية لدبلوم طب الأسرة[2]
- - مستشار لمنظمة الصحة العالمية في مجالات التخصص[2]
- - عضو اللجنة العليا للتدريب والامتحانات بالهيئة السعودية للتخصصات الصحية[2]
- - رئيس اللجنة العلمية للدبلوم السعودي في صحة وطب الحشود و الكوارث بالهيئة السعودية للتخصصات الصحية[2]
- - عضو ونائب سابق لرئيس المجلس العلمي لطب الأسرة والمجتمع بالمجلس العربي للاختصاصات الطبية بدمشق (4 سنوات)
- - عضو بالعديد من لجان القبول والامتحانات والتعاقد واللجان العلمية بكلية الطب والعلوم الطبية بجامعة الملك فيصل
- - رئيس اللجنة العلمية لتقييم نظام الرعاية الصحية الأولية بالمملكة وتجربة برنامج طبيب أسرة لكل أسرة بوزارة الصحة (1430- 1431هـ)
- - عضو مجلس تطوير الخدمات الصحية بمنطقة مكة المكرمة والرئيس المشارك للوحدة التنفيذية للمجلس (1420-1425هـ)
- - عضو اللجنة الاجتماعية ولجنة تطوير المرافق والخدمات ولجنة المشاريع والميزانية بمنطقة مكة المكرمة (1420-1425هـ)
- - عضو مجلس منطقة مكة المكرمة (1420-1425هـ)
- - عضو لجنة الحج المركزية بإمارة منطقة مكة المكرمة (1420-1425هـ )
- - رئيس لجنة الحج التنفيذية بالشؤون الصحية بمنطقة مكة المكرمة وعضو لجنة الحج الصحية بوزارة الصحة ( 1420- 1425 هـ)
- - عضو مؤسس وعضو مجلس إدارة الجمعية السعودية لطب الأسرة والمجتمع ورئيس الجمعية لدورتين ( 1419 – 1425 هـ )
- -  عضو مجلس أمناء جائزة مكة المكرمة (برئاسة سمو أمير المنطقة) في دورتها الأولى
- - رئيس مجلس إدارة جمعية زمزم للخدمات الصحية التطوعية و الخيرية بمنطقة مكة المكرمة .
- - عضو مجلس إدارة جمعية تعزيز الصحة لدورتين ونائبا للرئيس في دورتها الأولى
- - عضو مجلس إدارة جمعية الشقائق الخيرية بجدة[6]
- - عضو الاتحاد العالمي لأطباء الأسرة
- - عضو الأكاديمية الأمريكية لأطباء الأسرة
- - عضو الاتحاد العالمي للوبائيات-دورتين
- - عضو الجمعية العالمية للجودة
- - عضو الجمعية الأوربية لمعلمي الطب
- - عضو جمعية معلمي طب الأسرة الأمريكية
- - عضو مجلس إدارة الجمعية السعودية للتعليم الطبي –الدورة الأولى

## وصلات خارجية
- موقع مجلس الشورى السعودي الرسمي.
- معرض صور مجلس الشورى السعودي[وصلة مكسورة].